# My Dearest Nemesis
My Dearest Nemesis (hangul: 그놈은 흑염룡) é uma série de televisão sul-coreana de 2025, escrita por Kim Soo-yeon, dirigida por Lee So-hyun e estrelada por Moon Ga-young, Choi Hyun-wook, Im Se-mi e Kwak Si-yang. Baseada no webtoon homônimo de Hye Jin-yang, a série gira em torno de um chefe e uma funcionária que compartilharam um relacionamento no passado. Foi ao ar na tvN de 17 de fevereiro a 24 de março de 2025, todas as segundas e terças-feiras às 20h50 (KST). Também está disponível para streaming na TVING na Coreia do Sul, U-Next no Japão, Vidio na Indonésia e Viki em regiões selecionadas.

## Elenco

### Principal
- Moon Ga-young como Baek Soo-jung[3]

A líder da equipe de planejamento da loja de departamentos Yongseong.
- Choi Hyun-wook como Ban Joo-yeon[3]
  - Moon Woo-jin como Joo-yeon jovem[4]

Chefe da divisão de planejamento estratégico da loja de departamentos Yongseong.
- Im Se-mi como Seo Ha-jin[5]

Dono do bar Sulo's.
- Kwak Si-yang como Kim Shin-won[5]

Chefe do departamento de design da loja de departamentos Yongseong.

### Apoio
- Ban Hyo-jung como Jeong Hyo-sun[4]
- Ko Chang-seok como Baek Won-seop, pai de Baek Soo-jung.
- Kim Young-ah como Kwon In-kyung[6]

Secretária de Joo-yeon.
- Son Sang-yeon como Baek Soo-bin[4]
- Kim Woo-gyeom como Yang Jun-su[4]
- Lim Young-joo como Choi Na-na[4]

### Outros
- Oh Eui-shik como TVXQ-tip[7]

## Produção e lançamento

### Desenvolvimento
My Dearest Nemesis foi desenvolvida sob o título de produção Black Salt Dragon. A série é baseada em um webtoon de Hye Jin-yang. A direção é de Lee Soo-hyun, que dirigiu Delightfully Deceitful, e o roteiro é da escritora Kim Soo-yeon. A produção é do Studio N e o planejamento é do Studio Dragon.

### Seleção do elenco
Em 2 de abril de 2024, foi relatado que Moon Ga-young e Choi Hyun-wook estavam em negociações para serem escalados. Em 12 de julho, a tvN anunciou que Moon e Choi haviam sido escalados. Em 15 de julho, Im Se-mi e Kwak Si-yang teriam confirmado suas aparições.

### Lançamento
A série estreou na TVN em 17 de fevereiro de 2025, e foi ao ar as segundas e terças-feiras às 20:50 (KST). Também está disponível para streaming na TVING na Coreia do Sul, U-Next no Japão, Vidio na Indonésia e Viki em regiões selecionadas.

## Audiência
| Temporada | Temporada | Ep. 1 | Ep. 2 | Ep. 3 | Ep. 4 | Ep. 5 | Ep. 6 | Ep. 7 | Ep. 8 | Ep. 9 | Ep. 10 | Ep. 11 | Ep. 12 | Audiência |
| --------- | --------- | ----- | ----- | ----- | ----- | ----- | ----- | ----- | ----- | ----- | ------ | ------ | ------ | --------- |
|           | 1         | 846   | 919   | 1079  | 966   | 1171  | 1258  | 1043  | 934   | 912   | 1038   | 993    | 968    | 1011      |

| Ep. | Data de transmissão original | Participação média do público (Nielsen Korea) | Participação média do público (Nielsen Korea) |
| Ep. | Data de transmissão original | Em todo o país                                | Seul                                          |
| --- | ---------------------------- | --------------------------------------------- | --------------------------------------------- |
| 1 | 17 de fevereiro de 2025      | 3,534% (1º)                                   | 3,663% (1º)                                   |
| 2 | 18 de fevereiro de 2025      | 3,459% (1º)                                   | 3,352% (1º)                                   |
| 3 | 24 de fevereiro de 2025      | 4,533% (1º)                                   | 4,560% (1º)                                   |
| 4 | 25 de fevereiro de 2025      | 4,079% (1º)                                   | 4,150% (1º)                                   |
| 5 | 3 de março de 2025           | 4,927% (1º)                                   | 4,905% (1º)                                   |
| 6 | 4 de março de 2025           | 5,078% (1º)                                   | 4,871% (1º)                                   |
| 7 | 10 de março de 2025          | 4,456% (1º)                                   | 4,620% (1º)                                   |
| 8 | 11 de março de 2025          | 4,011% (1º)                                   | 4,112% (1º)                                   |
| 9 | 17 de março de 2025          | 3,727% (1º)                                   | 3,801% (1º)                                   |
| 10 | 18 de março de 2025          | 4,169% (1º)                                   | 4,388% (1º)                                   |
| 11 | 24 de março de 2025          | 4,347% (2º)                                   | 3,940% (2º)                                   |
| 12 | 24 de março de 2025          | 4,132% (1º)                                   | 3,407% (1º)                                   |
| Média | Média                        | 4,204%                                        | 4,147%                                        |
| - Na tabela acima, os números azuis representam os índices mais baixos e os números vermelhos representam os índices mais altos. - Este drama vai ao ar em um canal a cabo/TV paga que normalmente tem uma audiência relativamente menor em comparação à TV aberta/emissoras públicas (KBS, SBS, MBC e EBS). |                              |                                               |                                               |